# Love and Soda
Love and Soda è un cortometraggio muto del 1914 scritto e diretto da E. Mason Hopper. Il film, una farsa prodotta dalla Essanay Film Manufacturing Company e distribuita dalla General Film Company, aveva come interpreti Wallace Beery, Ruth Hennessy, Leo White.

## Trama
L'idraulico, un tipo grande e grosso, decide di farsi assumere come commesso in una rivendita di bibite per poter competere con il suo rivale, un piccolo impiegato sempre ben vestito, che gli contende l'amore di miss Moffett. Al lavoro, mangia più di quello che vende, ma il padrone - che ha paura di lui - non osa licenziarlo. Quando l'elegante impiegato porta miss Moffett nella gelateria, l'idraulico gli serve una tazza di olio di ricino. L'uomo si arrabbia e, tra i due, si ingaggia una gara di lancio delle uova per vedere chi, tra i due, è il miglior lanciatore.

## Produzione
Il film fu prodotto dalla Essanay Film Manufacturing Company.

## Distribuzione
Distribuito dalla General Film Company, il film - un cortometraggio di una bobina - uscì nelle sale cinematografiche degli Stati Uniti il 31 agosto 1914.